# 王崇
王 崇（おう すう）とは、古代中国の人物。
- 王崇 (呉) - 呉の将軍。張嬰とともに魏の曹休に帰順した。
- 王崇 (蜀漢) - 蜀漢の政治家。上庸郡太守～蜀郡太守を歴任した。後に西晋に仕えた。
- 王崇 (魏郡王氏) - 新の王莽の叔父、王奉世の父。魏郡元城県（現在の河北省邯鄲市大名県の東）の人。安成侯に封じられ、恭侯と諡された。
- 王崇 (琅邪王氏) - 下記の本項で記述。

王 崇（おう すう、? - 3年）は、前漢の人物。琅邪郡皋虞県（現在の山東省青島市即墨区）の人。字は徳礼。王吉の孫で御史大夫王駿の子。王游の兄。

## 略歴
父王駿の任子により郎となり、刺史、太守を歴任するうち有能であると評判になった。建平3年（紀元前4年）、河南太守のときに御史大夫に任命された。
その年、王崇は呪詛していたという罪に坐していた、上記の同姓同名の安成侯王崇の夫人の放を弁護したが、放と御史大夫王崇の家は姻戚関係にあったことから、哀帝は王崇を忠実ではないと思い、御史大夫を罷免して大司農に左遷した。
元寿2年（紀元前1年）に衛尉となり、次いで左将軍に遷った。
その年に哀帝が死亡して平帝が即位し王莽が権力を握ったのち、大司空彭宣が職を辞したため、王崇が後任の大司空となり扶平侯に封じられた。
元始2年（2年）、王崇は王莽を避けるため病気と称して解任を求めて認められた。
元始3年（3年）に王崇は婢に毒殺され、子に王遵があったが、国は没収となった。
後に王遵は後漢の光武帝に仕えて、中大夫となり、義郷侯に封じられた。